# Tsuri-Goshi

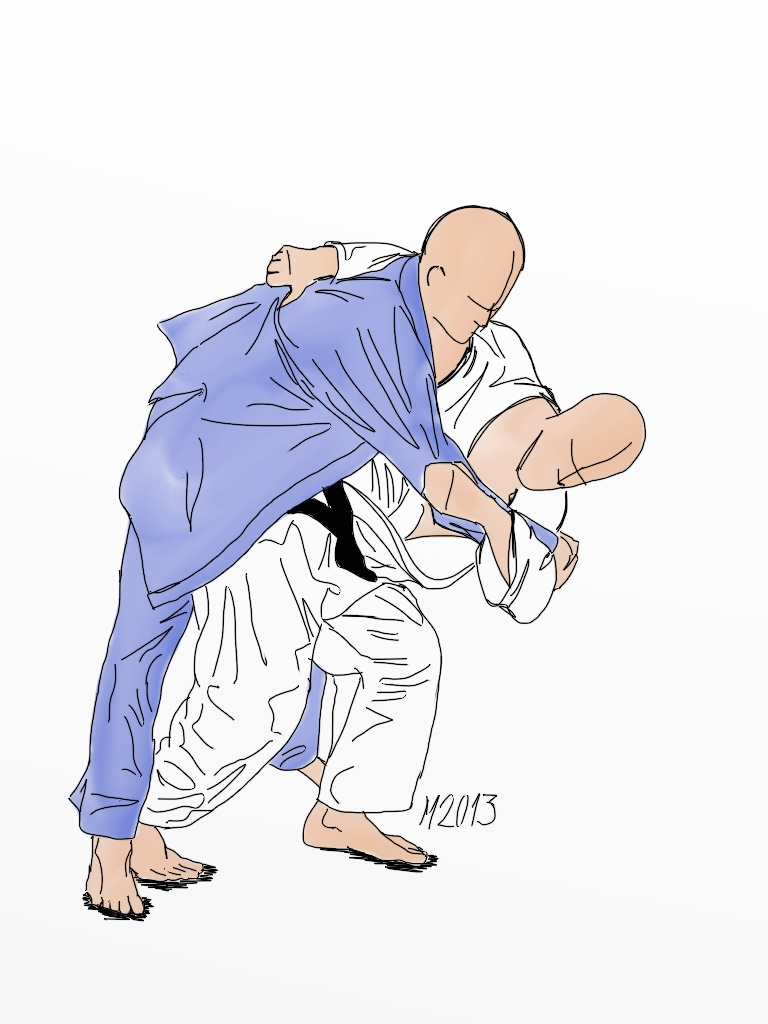
Exécution de Tsuri-Goshi

Tsuri-Goshi (hanche soulevée, en japonais : 釣腰) est une technique de projection du judo. Tsuri-Goshi est le 2e mouvement du 3e groupe du gokyo.